# Estandarte Real de los Países Bajos
El Estandarte Real de los Países Bajos es el estandarte real del monarca neerlandés. No puede ser considerado un distintivo personal sino una insignia de su cargo, ya que no sufre modificaciones cuando un nuevo titular de la corona holandesa inicia su reinado.
Este estandarte consiste en una bandera naranja de forma cuadrada y dividida en cuatro cuarteles por una cruz griega de color azul. Estos colores simbolizan el Principado de Orange y el Condado de Nassau, territorios originarios de la dinastía reinante que actualmente forman parte de Francia y Alemania. En cada cuartel aparece representada una corneta de asta, símbolo adoptado de la heráldica del Principado de Orange.
En la parte central del estandarte figura el blasón del Escudo de los Países Bajos, timbrado con la corona real holandesa y rodeado por la banda de la gran cruz de la Orden Militar de Guillermo. Este blasón tiene como elemento central un león rampante que porta una espada y diecisiete flechas, combinando de esta forma las armas de la Casa de Nassau con las de la República de las Provincias Unidas.
Cuando el Rey se encuentra en territorio holandés, el estandarte real ondea sobre el Palacio Noordeinde (la residencia oficial del monarca) y el Palacio Huis ten Bosch (su residencia privada), en La Haya.
Al margen de estas residencias, el estandarte real también es izado en aquellos palacios, castillos o residencias en los que se encuentre el monarca.

Armas del Principado de Orange
Armas de la Casa de Nassau
Armas de los Países Bajos

## Variantes del Estandarte Real de los Países Bajos
Los miembros de la Casa Real de los Países Bajos que poseen enseñas personales, variantes del estandarte real de aquel país, son los siguientes:
| Variante | Titular | Detalles |
| -------- | --- | --- |
|          | Máxima, reina consorte de los Países Bajos                                                                                               | La reina Máxima utiliza un estandarte de forma rectangular con unas proporciones 5:6, terminado en dos en dos farpas o puntas con los colores del estandarte real, invertidos (como consorte) y, como diferencia, un elemento de su heráldica paterna (un castillo amarillo con tres torres por Zorreguieta) situado en el tercer cuadrante con su color modificado para hacerlo más visible. Como en el caso de todos los consortes y príncipes de la Casa de Orange, en este estandarte no se muestran los extremos de las cuerdas de las cornetas. |
|          | El príncipe Constantino (Hijo de la reina Beatriz)                                                                                       | Como príncipe de los Países Bajos por nacimiento usa un estandarte rectangular con unas proporciones 5:6 con los colores del estandarte real y, como diferencia, un elemento de la heráldica paterna (un castillo blanco con tres torres) situado en los cuadrante segundo y tercero. El escudo de los Países Bajos, sin la banda de la Orden Militar de Guillermo, se encuentra dentro de un círculo de color naranja .Como en el caso de todos los consortes y príncipes de la Casa de Orange, en el estandarte del príncipe Constantino no se muestran los extremos de las cuerdas de las cornetas.                                                      |
|          | La princesa Lorenza | Como princesa, Lorenza utiliza un estandarte de forma rectangular con unas proporciones 5:6, terminado en dos en dos farpas o puntas con los colores de la enseña de su esposo invertidos (como consorte) y, como diferencia, un elemento de la heráldica paterna (un rombo amarillo) situado en el tercer cuadrante. Como en el caso de todos los consortes y príncipes de la Casa de Orange, en este estandarte no se muestran los extremos de las cuerdas de las cornetas. |
|          | Princesas de los Países Bajos (Hijas de la reina Juliana) Las princesas Beatriz, Irene y Margarita                                       | Como princesas de los Países Bajos por nacimiento, utilizan un estandarte de forma rectangular con unas proporciones 5:6, terminado en dos en dos farpas o puntas con los colores del estandarte real y, como diferencia, un elemento de la heráldica paterna (una rosa heráldica roja) situado en el tercer cuadrante. El escudo de los Países Bajos, sin la banda de la Orden Militar de Guillermo, se encuentra dentro de un círculo de color naranja. Como en el caso de todos los consortes y príncipes de la Casa de Orange, en el estandarte de las princesas Beatriz, Irene y Margarita no se muestran los extremos de las cuerdas de las cornetas. |
|          | Príncipes van Oranje-Nassau, van Vollenhoven (Hijos de la princesa Margarita) Los príncipes Mauricio, Bernardo, Pedro Cristiano y Floris | Como príncipes de los Países Bajos por nacimiento usan un estandarte rectangular con unas proporciones 5:6 con los colores del estandarte real y, como diferencia, un elemento de la heráldica paterna (una estrella de seis puntas de color blanco) situado en los cuadrantes segundo y tercero. El escudo de los Países Bajos, sin la banda de la Orden Militar de Guillermo, se encuentra dentro de un círculo de color naranja. Como en el caso de todos los consortes y príncipes de la Casa de Orange, en el estandarte de los príncipes Mauricio, Bernardo, Pedro y Floris no se muestran los extremos de las cuerdas de las cornetas.               |

## Estandarte Real de los Países Bajos 1908-2013
| Estandarte | Uso                                           | Detalles |
| ---------- | --------------------------------------------- | --- |
|            | Estandarte Real de los Países Bajos 1908-2013 | El Estandarte Real de los Países Bajos utilizado por las antecesoras de Guillermo Alejandro desde 1908 (las reinas Beatriz, Juliana y Guillermina) consistió en una enseña rectangular con los mismos colores y elementos que la versión vigente, exceptuando dos pequeñas diferencias: el diseño del rosetón de banda de la Orden Militar de Guillermo y la orientación de los extremos de las cuerdas de las cornetas. La banda de la orden destinada a las mujeres tiene sus extremos unidos formando un rosetón de pequeño tamaño pero resaltado con otro trozo de tela de forma circular y plegada como un fuelle. En el caso de los varones, el rosetón posee el diseño y tamaño habituales en este tipo de insignias. Además, en el modelo vigente hasta 2013, los extremos de la cuerda de las cornetas aparecían representados en diagonal y actualmente están orientados hacia abajo. |

### Variantes usadas por la familia real
| Variante | Titular                                                                                            | Detalles |
| -------- | -------------------------------------------------------------------------------------------------- | --- |
|          | La princesa María Cristina (Hija de la reina Juliana) 1947-2019                                    | Como princesa de los Países Bajos por nacimiento, utilizó un estandarte de forma rectangular con unas proporciones 5:6, terminado en dos en dos farpas o puntas con los colores del estandarte real y, como diferencia, un elemento de la heráldica paterna (una rosa heráldica roja) situado en el tercer cuadrante. El escudo de los Países Bajos, sin la banda de la Orden Militar de Guillermo, se encontraba dentro de un círculo de color naranja. Como en el caso de todos los consortes y príncipes de la Casa de Orange, en el estandarte de la princesa María Cristina no se mostraron los extremos de las cuerdas de las cornetas.                                                            |
|          | El príncipe Juan Friso (Hijo de la reina Beatriz) 1968-2013                                        | Como príncipe de los Países Bajos por nacimiento usó un estandarte rectangular con unas proporciones 5:6 con los colores del estandarte real y, como diferencia, un elemento de la heráldica paterna (un castillo blanco con tres torres) situado en los cuadrante segundo y tercero. El escudo de los Países Bajos, sin la banda de la Orden Militar de Guillermo, se encontraba dentro de un círculo de color naranja. Como en el caso de todos los consortes y príncipes de la Casa de Orange, en el estandarte del príncipe Juan Friso no se mostraron los extremos de las cuerdas de las cornetas.                                                                                                  |
|          | El príncipe Claus (Consorte de la reina Beatriz) 1966-2002                                         | Como consorte usó un estandarte rectangular con unas proporciones 5:6 con los colores del estandarte real invertidos y con el león del escudo de los Países Bajos, sosteniendo la espada y el haz de flechas, situado en los cuadrantes primero y cuarto. Como diferencia, un elemento de la heráldica familiar (un castillo blanco con tres torres) situado en los cuadrante segundo y tercero. El escudo de los Países Bajos, sin la banda de la Orden Militar de Guillermo, se encuentra en el centro del paño. Como en el caso de todos los consortes y príncipes de la Casa de Orange, en el estandarte del príncipe Claus no se mostraron los extremos de las cuerdas de las cornetas.             |
|          | El príncipe Bernardo (Consorte de la reina Juliana) 1937-2004                                      | Como consorte usó un estandarte rectangular con unas proporciones 5:6 con los colores del estandarte real invertidos y con el león del escudo de los Países Bajos, sosteniendo la espada y el haz de flechas, situado en los cuadrantes primero y cuarto. Como diferencia, los cuadrante segundo y tercero con el color, blanco, y el mueble heráldico (una rosa heráldica roja) de la Casa de Lippe. El escudo de los Países Bajos, sin la banda de la Orden Militar de Guillermo, se encuentra en el centro del paño. Como en el caso de todos los consortes y príncipes de la Casa de Orange, en el estandarte del príncipe Bernardo no se mostraron los extremos de las cuerdas de las cornetas.     |
|          | La princesa Juliana (Hija de la reina Guillermina) 1909-1948 1980-2004                             | Antes de subir al trono y después de su abdicación, Juliana de los Países Bajos utilizó un estandarte de forma rectangular con unas proporciones 5:6, terminado en dos en dos farpas o puntas con los colores del estandarte real y, como diferencia, un elemento de la heráldica paterna (la cabeza de toro coronada de los Mecklemburgo) situada en el tercer cuadrante. El escudo de los Países Bajos, sin la banda de la Orden Militar de Guillermo, se encontraba dentro de un círculo de color naranja. Como en el caso de todos los consortes y príncipes de la Casa de Orange, en el estandarte utilizado por Juliana como princesa no se mostraron los extremos de las cuerdas de las cornetas. |
|          | El príncipe Enrique (Consorte de la reina Guillermina) 1908–1934                                   | Como consorte usó un estandarte rectangular con unas proporciones 5:6 con los colores del estandarte real invertidos y con el león del escudo de los Países Bajos, sosteniendo la espada y el haz de flechas, situado en los cuadrantes primero y cuarto. Como diferencia, con el color, también azul, y el mueble heráldico (un grifo amarillo) de la Casa Mecklemburgo-Schwerin. El escudo de los Países Bajos, sin la banda de la Orden Militar de Guillermo, se encuentra en el centro del paño. Como en el caso de todos los consortes y príncipes de la Casa de Orange, en el estandarte del príncipe Enrique no se mostraron los extremos de las cuerdas de las cornetas.                         |
|          | La princesa María (Hija del príncipe Federico) 1908-1910                                           | Como princesa de los Países Bajos por nacimiento, utilizó un estandarte de forma rectangular con unas proporciones 5:6, terminado en dos en dos farpas o puntas con los colores del estandarte real y, como diferencia, un elemento de la heráldica paterna (repitiéndose la corneta al tratarse de un príncipe de los Países Bajos) situado en el tercer cuadrante. El escudo de los Países Bajos, sin la banda de la Orden Militar de Guillermo, se encontraba dentro de un círculo de color naranja. Como en el caso de todos los consortes y príncipes de la Casa de Orange, en el estandarte de la princesa María no se mostraron los extremos de las cuerdas de las cornetas.                      |
|          | La reina madre Emma, regente de los Países Bajos (1879-1890) (consorte de Guillermo III) 1908-1934 | La antigua regente de los Países Bajos, utilizó un estandarte de forma rectangular con unas proporciones 5:6, terminado en dos en dos farpas o puntas con los mismos colores y elementos que el estandarte real. El escudo de los Países Bajos, sin la banda de la Orden Militar de Guillermo, se encontraba dentro de un círculo de color naranja. Como en el caso de todos los consortes y príncipes de la Casa de Orange, en el estandarte de la reina madre Emma no se mostraron los extremos de las cuerdas de las cornetas. |

## Estandarte Real de los Países Bajos hasta 1908
| Estandarte | Uso                                           | Detalles |
| ---------- | --------------------------------------------- | --- |
|            | Estandarte Real de los Países Bajos 1815-1908 | El Estandarte Real de los Países Bajos vigente hasta 1908 consistió en una enseña rectangular con los colores de la bandera nacional y la versión de la armas reales existente en aquella época, sin el manto, situada en la franja central. |

### Variantes usadas por la Familia Real
| Estandarte | Uso                                                                 | Detalles |
| ---------- | ------------------------------------------------------------------- | --- |
|            | Estandarte de las Príncipes (varones) de los Países Bajos 1898-1908 | El estandarte utilizado por los príncipes varones pertenecientes a la Casa Real de los Países Bajos hasta 1908 consistió en una bandera con los colores del antiguo Estandarte Real y las Armas Reales situadas sobre un fondo rectangular de color naranja.                          |
|            | Estandarte de las Princesas de los Países Bajos 1898-1908           | El estandarte utilizado por las princesas pertenecientes a la Casa Real de los Países Bajos hasta 1908 consistió en una bandera terminada en dos farpas o puntas con los colores del antiguo Estandarte Real y las Armas Reales situadas sobre un fondo rectangular de color naranja. |